# بطولة ويمبلدون 1885
قائمة ببطولات ويمبلدون لسنة 1885:

## فردي رجال
ويليام رينشاو هزم  هربرت لاوفورد. النتيجة: 7-5 6-2 4-6 7-5

## فردي سيدات
ماود واتسن هزمت  بلانشي بينجلي النتيجة: 6-1, 7-5